# L'ingenuo
(Voltaire, L’Ingenuo -Cap. XIV, p. 91)
L’ingenuo (L’Ingénu) è un romanzo filosofico di Voltaire, pubblicato nel 1767, che mira a denunciare, attraverso lo sguardo estraniato del protagonista, la violenza che la civiltà esercita sugli uomini.
Il romanzo narra le vicende di un indigeno del nord America, appartenente alla popolazione degli uroni, che verrà portato in Francia da un vascello inglese.
Qui si trova a contatto con una società colma di dogmi e fanatismi opposti allo stato di natura, nel quale invece il « selvaggio » si identifica.
Il tema del confronto tra natura e civiltà è un argomento tipicamente trattato dagli illuministi ed in questo romanzo rappresenta una delle riflessioni centrali di argomento morale e politico.

## Trama
Il romanzo si apre con il racconto della leggenda dell'irlandese S. Dunstano: un santo che, partito dal suo paese; si diresse verso le coste della Francia sopra una montagna. Sarà proprio quest'ultima a dare il nome alla baia sulla quale l'uomo approda, ovvero: il «priorato della montagna», luogo nel quale vivono i personaggi del racconto.
Una sera dell'anno 1689, un bastimento approda sulle rive della Bassa Bretagna, e da esso scendono degli inglesi, che si imbattono nei fratelli Kerkabon, intenti in una passeggiata lungo la riva.
Nessuno degna di considerazione i due, a eccezione di un giovane: l’Ingenuo, un urone, ovvero un indigeno americano, catturato dagli inglesi.
Giunto in Francia, inizierà a essere civilizzato e si trasferirà presso l’abate Kerkabon, quando questi lo scoprirà suo nipote. 
I parenti dell’urone e i suoi conoscenti sono decisi a farne un uomo civile, dimostrandosi, tuttavia, inconsapevoli della violenza che esercitano inserendolo nella prigione del mondo civilizzato.
L’ingenuo si innamora della sua madrina St.-Yves, con la quale non può però sposarsi.
Nella prima parte del romanzo il personaggio dell’Ingenuo è accompagnato da un tono fortemente umoristico, che lo vede protagonista di bizzarre situazioni nate dall'innocenza con la quale concepisce l’amore e i rapporti sociali.
Egli si dirigerà a Parigi, perché gli venga concesso il matrimonio con la sua amata, ma a causa di una serie di fraintendimenti viene imprigionato. 
Nelle segrete incontrerà un giansenista, il Signor Gordon, che gli insegnerà ogni suo sapere.
St.-Yves, sconvolta dalla scomparsa dell'amato, si recherà alla sua ricerca, venendo a conoscenza infine, della sua prigionia.
Per liberarlo la giovane sarà costretta a sacrificare la propria virtù a un importante politico.
La conclusione del romanzo vede la ragazza terribilmente divorata dai sensi di colpa.
Sarà questa insofferenza a farla ammalare del morbo che le provocherà la morte.
Nell’epilogo Voltaire ritrova il tono ironico nonostante la scena tragica alla quale i personaggi assistono.
L’urone, riflettendo, giunge alla consapevolezza secondo cui la sfortuna sia una condizione da accettare e davanti a essa sia necessario rassegnarsi.
Con tono sprezzante e leggero, Voltaire conclude il romanzo con una triste realtà, ovvero l'assestamento e la consolazione dei disordini e dei dolori dei personaggi che avviene grazie al tempo, un tempo che fa dimenticare la tragedia provocata.
« Prese come motto: Il male serve a qualcosa. Ma quanta gente al mondo ha potuto dire: il male non serve a niente»

## Personaggi
I personaggi di Voltaire sono fortemente stereotipati, il che li rende adatti per lo scopo di insegnamento morale dei suoi romanzi.

### L'Ingenuo
Il personaggio è un giovane urone proveniente dal Canada, la cui mente è occupata da pochissime idee e pregiudizi.
Il nome «Ingenuo» viene affibbiato al giovane dagli Inglesi in riferimento alla sua sincerità e spontaneità, che lo portano a dire sempre ciò che pensa.
Come Candido, il nome del protagonista si riferisce alla qualità morale che lo caratterizza e che permette a Voltaire di fare una critica al sistema sociale e alla civilizzazione.
Solo dopo il battesimo, il personaggio verrà nominato « Ercole », in riferimento al santo che aveva trasformato, in una sola notte, cinquanta fanciulle in cinquanta donne.
Attraverso il carattere semplice dell'indigeno, privo dei sistemi razionali occidentali, l'autore opera una messa a nudo delle ambiguità presenti nella religione cattolica e nelle istituzioni politiche della vecchia Europa, preferendo a esse lo stato di natura in cui il ragazzo è nato.
Il personaggio dell’Ingenuo subirà, grazie alla sua buona memoria e alla sua vivace intelligenza, un profondo cambiamento lungo tutto il corso del romanzo, con il fondamentale aiuto del Signor Gordon e dei precetti giansenisti che questi insegna al giovane.
Tali saperi renderanno il selvaggio un filosofo, che riconosce le arti, ma che stigmatizza i fanatismi e il dispotismo dei potenti.
Con le nuove nozioni acquisite, l’Ingenuo ammette la superiorità della «specie» francese, derivata dalle arti e dalle conoscenze.
Queste hanno la facoltà di rimuovere l'ignoranza e la superstizione.
Attraverso questo personaggio, Voltaire propaganda le sue idee di deismo e tolleranza.
L'urone è il prototipo del “nuovo uomo” che i filosofi desiderano dare alla luce, in quanto dotato di una mente vergine priva di pregiudizi.

### St.-Yves
La bella St.-Yves, sorella dell’abate di St.-Yves, sarà la madrina e successivamente l’amante dell’urone. Solo grazie alla concessione del suo corpo a un importante politico, il suo amante verrà liberato.
Saranno però i sensi di colpa a farla ammalare e a darle la morte.
Come l’urone, il personaggio della fanciulla subisce un cambiamento che avviene nei pochi giorni trascorsi a Versailles.
L’autore, per la prima volta, di fronte a questo fragile personaggio cambia il registro ironico in uno serio e drammatico.
La morte della fanciulla denota un cambiamento nella concezione della fisionomia dei personaggi.
La visione sensista, secondo cui è l’anima a uccidere il corpo, rappresenta infatti un superamento della concezione cartesiana, per la quale anima e corpo sono indissolubilmente separati e quest’ultimo altro non è che la prigione dell'anima.

### Kerkabon
L’abate Kerkabon e la sorella, nel corso del racconto, si rivelano essere gli zii del giovane urone.
Tale scoperta avviene grazie a un antico ritratto dei genitori dell'Ingenuo, nel padre del quale i Kerkabon riconoscono il fratello scomparso.
La bontà e la generosità del personaggio non sono dovute però, alla sua religiosità.

### Il Signor Gordon
Il Signor Gordon è un giansenista, con il quale l’Ingenuo stringe una forte amicizia. 
Si tratta di un personaggio molto dotto che insegnerà le scienze umane e la filosofia al giovane urone.
A sua volta, l'Ingenuo, illustrerà al giansenista la natura della passione amorosa.
Il Signor Gordon viene presentato come colui che:
(Voltaire, L'Ingenuo - Cap X, p.34)

### L’ufficiale giudiziario
L’ufficiale giudiziario, che l’Ingenuo incontrerà durante la sua sventurata prigionia, viene presentato come un idiota. Tale atteggiamento è accuratamente scelto da Voltaire, come satira verso la monarchia.

## Lo stile
L’opera di Voltaire vanta una notevole qualità di stile, soprattutto per l'eleganza che l'autore impiega nel trattare i suoi forti ideali, adottando una raffinata ironia.
Egli infatti, raramente si serve di critiche dirette, alle quali preferisce piuttosto taglienti allusioni e procedimenti subdoli per demolire a uno a uno gli idoli del suo tempo.
L'autore mescola la tragedia alla commedia, dando vita a uno stile medio molto efficace infatti alterna con intelligenza situazioni comiche a momenti di alta tragicità.
L’Ingenuo, a differenza degli altri racconti di Voltaire, si presenta come un romanzo di formazione.
Inoltre, attraverso le parole sincere del personaggio, Voltaire fa un acuto uso della polemica.
La finzione letteraria di immaginare un viaggiatore esterno ha lo scopo di rendere evidente la molteplicità dei punti di vista e delle possibili verità.
Il fine di Voltaire è quello di vanificare, in questo modo, le credenze e i dogmi del mondo in cui viviamo.
L'autore usa la forma del racconto, del romanzo sentimentale e lacrimoso, per diffondere le sue riflessioni filosofiche a ogni tipo di lettore. Si tratta in realtà di un'opera fortemente poetica, in cui l'autore denuncia la meschinità e gli abusi sociali.

## Il contesto storico
Questo romanzo è ambientato nell’ultima fase del regno di Luigi XIV, momento storico nel quale si assiste al ritorno delle guerre di religione con l'emissione da parte del monarca dell’editto di Fontainebleau del 18 ottobre 1685, di seguito alla revoca dell'Editto di Nantes.
Quest'ultimo garantiva la libertà di culto e diritti politici, territoriali e militari ai protestanti.
L’intolleranza e il dispotismo del re portarono a una serie di eventi disastrosi, tra i principali temi dell'opera.
Voltaire denuncia in questo modo ogni fanatismo religioso, esaltando la coesistenza pacifica delle religioni che invece vigeva, grazie alla loro numerosa presenza, in Inghilterra.
L'ammirazione di Voltaire nei confronti di questa nazione si espande su molti fronti, a cominciare dalla politica, dalla libertà espressiva, dalle scienze e dalla letteratura, dalle quali il suo pensiero sarà notevolmente influenzato: si pensi all'empirismo di John Locke e alla legge di gravitazione universale di Newton.
Il giansenismo è visto in maniera positiva ed esso incarna per Voltaire una forma religiosa più morale e meno fanatica rispetto al cattolicesimo tradizionale.
Il contesto storico in cui viene scritto questo romanzo permette a Voltaire di fare un appello a favore della libertà di culto.

## La polemica anticristiana

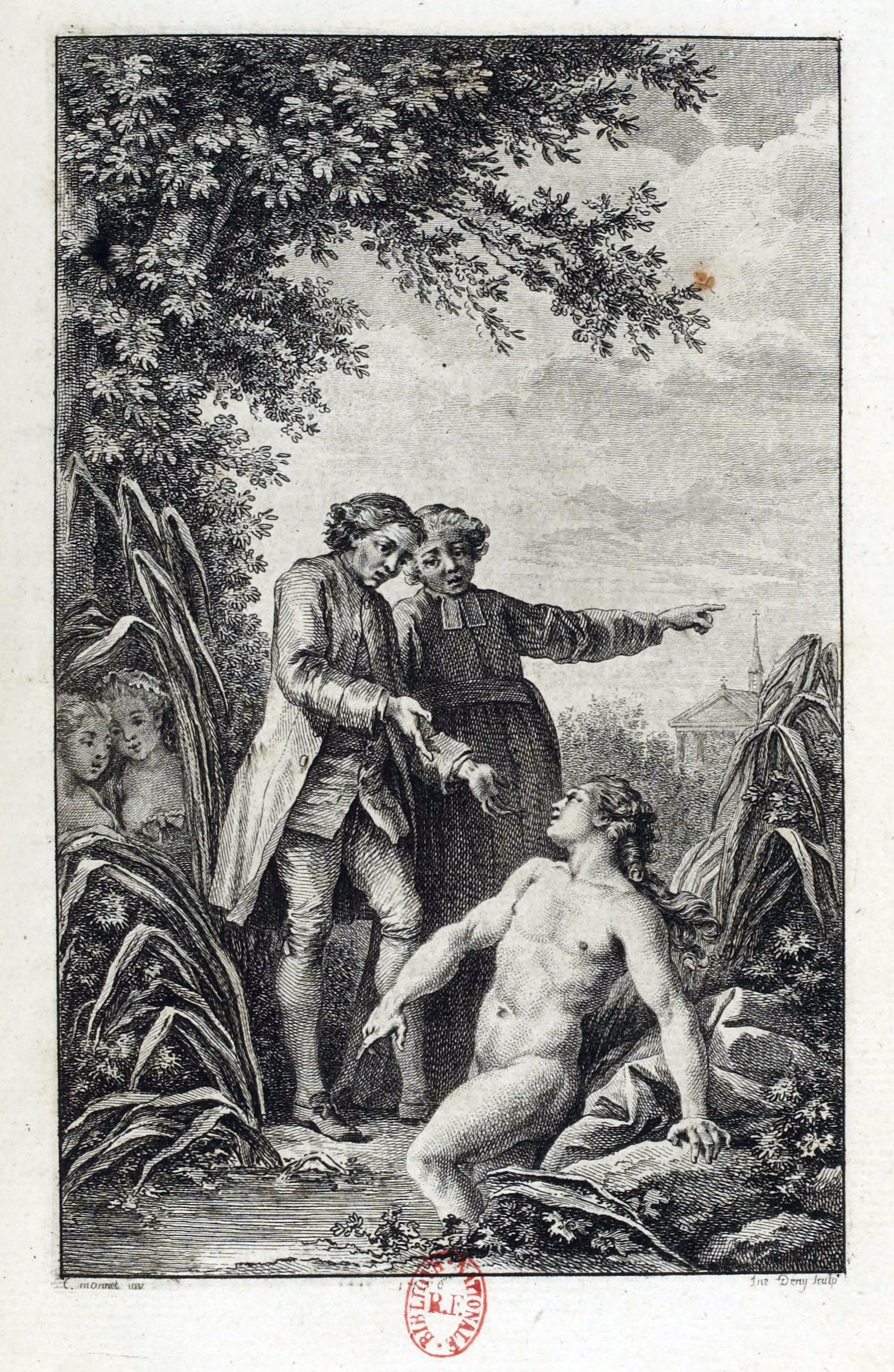
"L'Urone nudo nel fiume in attesa di essere battezzato" (Bouillon, 1778), vol.2, p.234.

La chiesa cattolica era considerata da Voltaire « fanatismo armato».
Questa espressione è legata alla convinzione secondo cui siano i dogmi, i fanatismi e le conseguenti incomprensioni le cause che generano le guerre e il terrore.
L'autore si oppose ideologicamente anche all'ateismo in quanto, a suo parere, l'uomo ateo è un essere amorale e pericoloso.
La critica alle religioni è centrale nell'intera opera di Voltaire, ma è presente soprattutto nelle voci del Dizionario filosofico (Dictionnaire Philosophique, 1764) e nel trattato sulla tolleranza (Traité sur la tolérance, 1763).
Voltaire scriverà nel 1767 L'Ingénu per diffondere il suo forte dissenso contro l'oscurantismo e le intolleranze religiose. 
La sua critica si esprimerà attraverso le parole del giovane Urone il quale, al fine di essere civilizzato, verrà avviato verso la conversione al cristianesimo. 
A questo scopo il giovane studierà le sacre scritture non senza trovare, nella pratica, aspetti contraddittori e assurdi tra il cristianesimo insegnato da Gesù e l'atteggiamento di intolleranza dei cristiani. 
Un episodio emblematico riguardo a questo aspetto è rappresentato nel quarto capitolo : «L'ingenuo Battezzato», nel quale il protagonista si rifiuta di venire battezzato in chiesa, come di norma, facendosi trovare nudo nel fiume, dove dovrebbe svolgersi il primo del sette sacramenti secondo il Vangelo, una incongruenza con le pratiche comuni.
L'Urone nota l'ignoranza del clero inferiore, denuncia i conventi delle ragazze, ma soprattutto disapprova il terrorismo intellettuale, esercitato dal cristianesimo, che tiranneggia le menti.
A parere di Voltaire sono le convenzioni e gli assiomi religiosi a ostacolare la felicità sociale; al contrario, l'uomo di natura originariamente era felice.

## La finzione del manoscritto
A causa del ritiro dalla vendita per ordine della polizia, Voltaire fu costretto a negare la paternità di questo romanzo. 
Egli infatti sosterrà che l’Ingénu è un romanzo teologico tratto dai manoscritti di Padre Pasquier Quesnel, noto giansenista.
La causa del ritiro delle vendite fu la critica nei confronti dei dogmatismi religiosi e delle istituzioni che, a parere di Voltaire, si oppongono alla ragione e alla natura, capisaldi della bandiera illuminista.

## Cinema
L'ingenuo è un film italiano del 1920 diretto da Giorgio Ricci, ispirato all'omonimo romanzo.